# Novojîtomîr, Krîvîi Rih
Novojîtomîr (în ucraineană Новожитомир) este un sat în comuna Krasine din raionul Krîvîi Rih, regiunea Dnipropetrovsk, Ucraina.

## Demografie
Componența lingvistică a localității Novojîtomîr
     Ucraineană (94,17%)
     Rusă (3,21%)
     Alte limbi (0,29%)
Conform recensământului din 2001, majoritatea populației localității Novojîtomîr era vorbitoare de ucraineană (94,17%), existând în minoritate și vorbitori de rusă (3,21%) și armeană (1,46%).